# Nikolaikirche (Heilbronn)

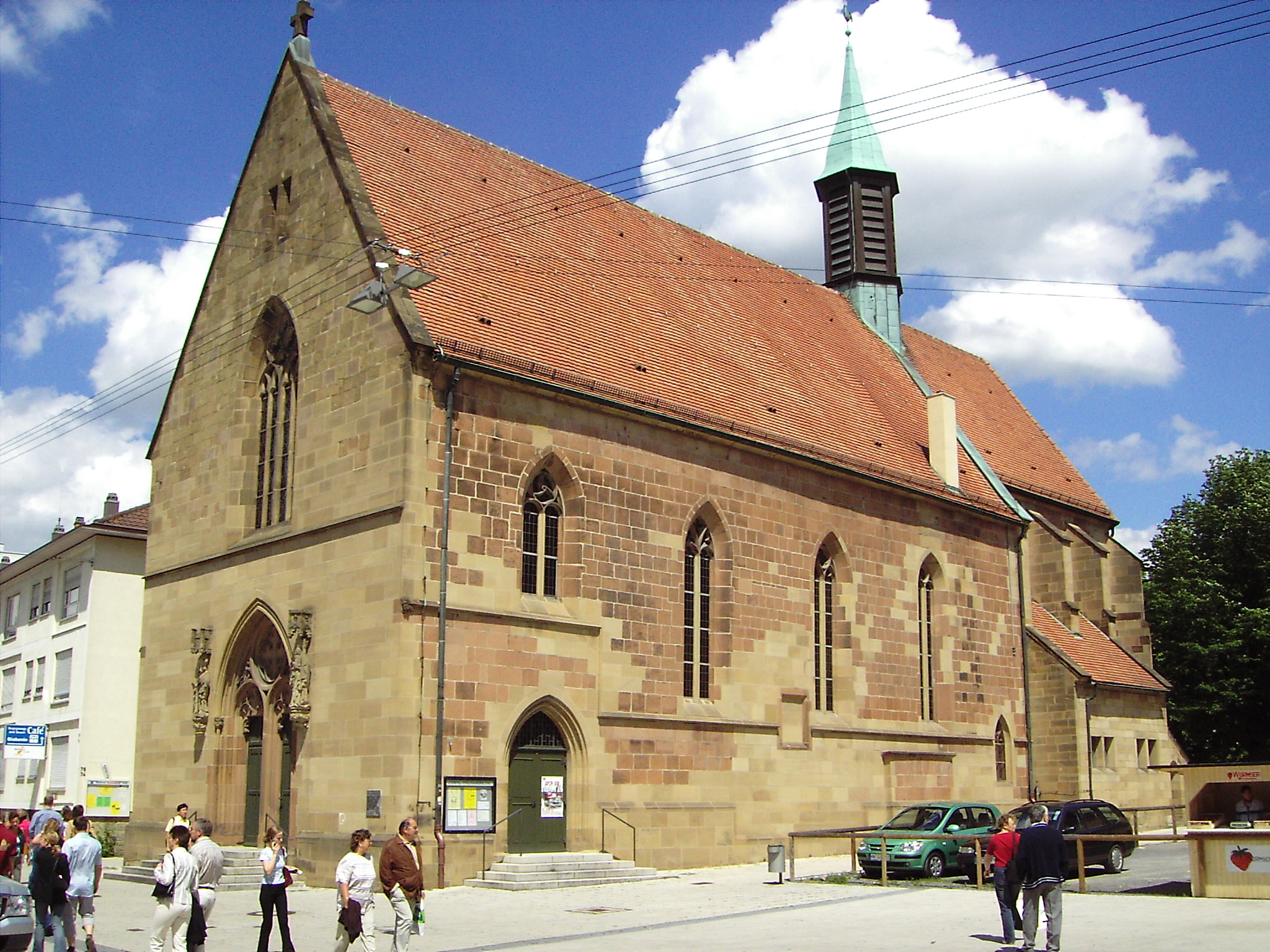
Nikolaikirche in Heilbronn

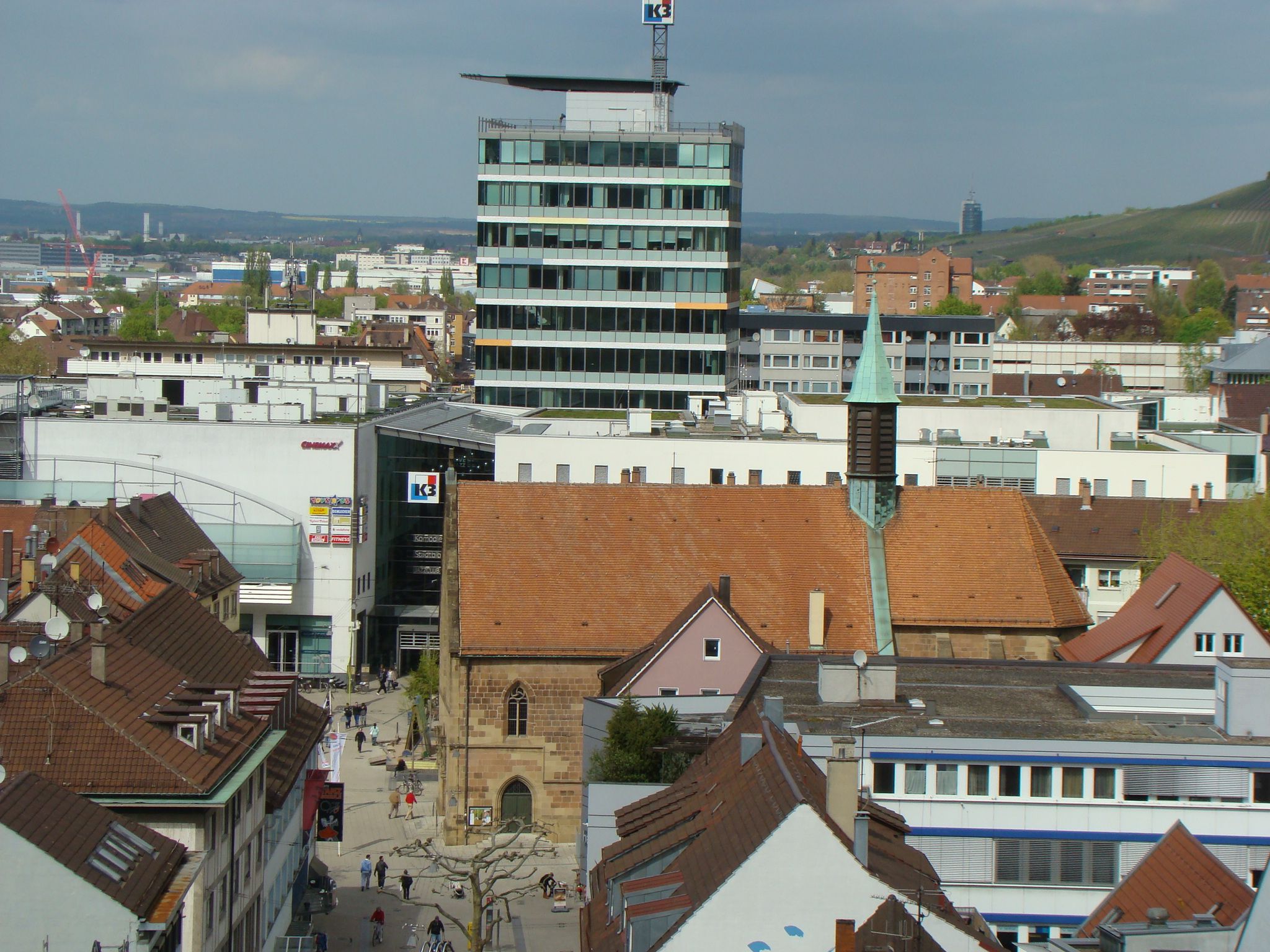
Die Nikolaikirche und die sie umgebende Bebauung, dahinter das Theaterforum K3

Die Nikolaikirche in Heilbronn ist eine im gotischen Stil erbaute Kirche des 14. Jahrhunderts mit Polygonalchor. Das in der Sülmerstraße gelegene Gebäude hat in seiner wechselvollen Geschichte bereits als städtisches Zeughaus, französisches Lazarett, württembergisches Waffenarsenal und als Turnhalle gedient. Der seit 1851 wieder durchgängig als Kirche genutzte Bau brannte 1944 vollständig aus, konnte aber nach Kriegsende wiederhergestellt werden. Er ist heute die Kirche der Nikolaikirchengemeinde (2500 Mitglieder), die die nördliche Heilbronner Innenstadt umfasst.

## Lage und Umgebung

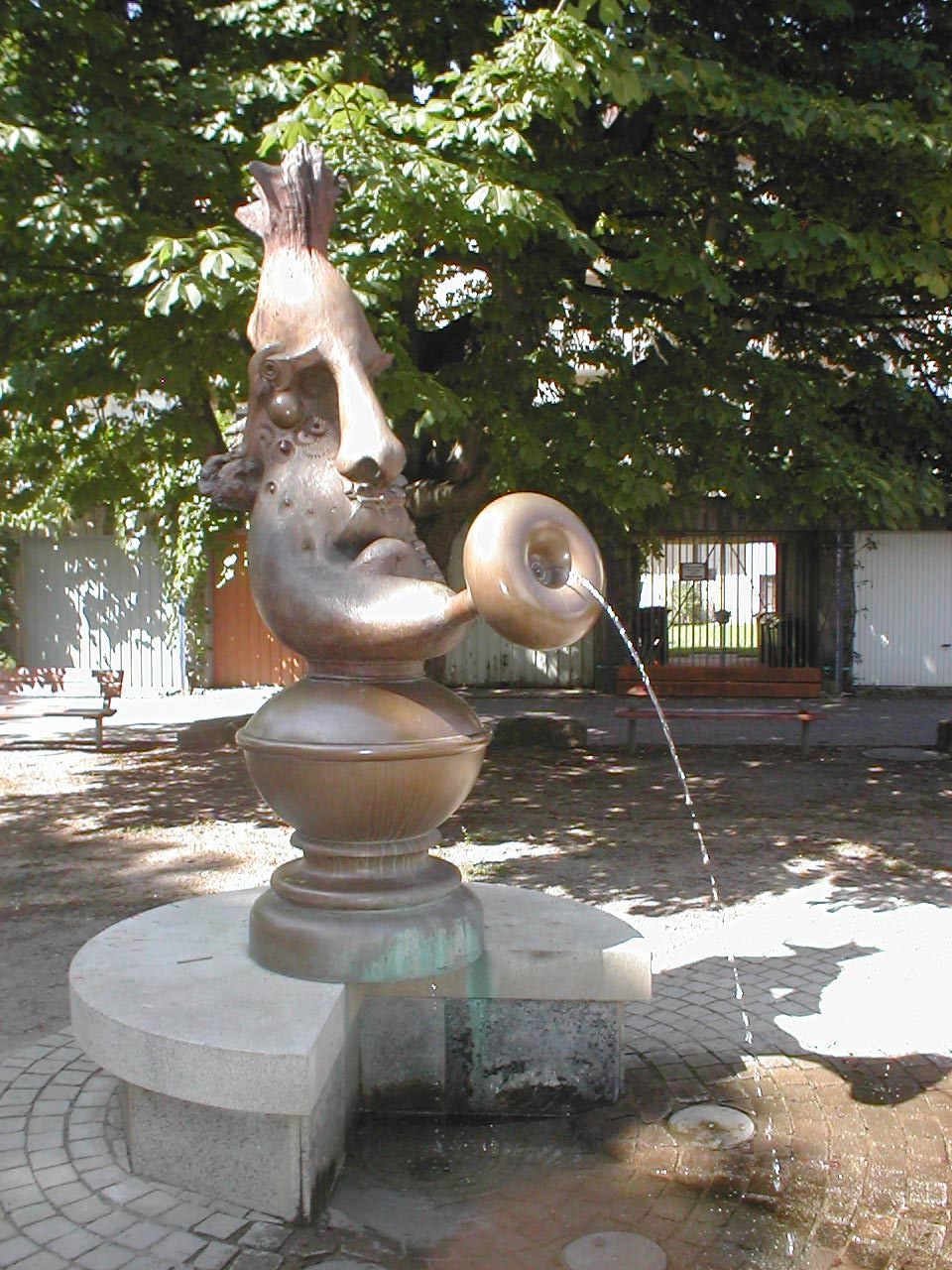
Traumbrunnen (1997) im Kirchhöfle bei der Nikolaikirche

Die Nikolaikirche mit der Adresse Sülmerstraße 72 wendet ihre schmale Westseite mit dem Hauptportal dieser Straße zu. An ihrer Nordseite wurde die Kirche früher vom Karmeliter-Konventshaus flankiert, das im Zweiten Weltkrieg schwer beschädigt und 1953 abgebrochen wurde.
Östlich schloss sich ursprünglich der Friedhof an die Kirche an, auf den der Straßenname Kirchhöfle hinweist. Er wurde um 1350 angelegt und offiziell bis 1530 genutzt. Einzelne Bestattungen wurden dort noch bis ins 17. Jahrhundert vorgenommen; der Friedhof wurde erst im 18. Jahrhundert wirklich aufgelassen. In den Jahren 1802 und 1803 sowie von 1806 bis 1849 wurde er als Exerzierplatz genutzt, später als Schulhof. Bei der Errichtung eines Brunnens im Jahr 1906 wurden fünf Skelette entdeckt; weitere Bodenfunde sind auf dem Areal zu erwarten. Am Kirchhöfle 13 befand sich das Haus Robert Mayer. Im Kichhöfle steht der von Jürgen Goertz entworfene  Traumbrunnen.

## Geschichte

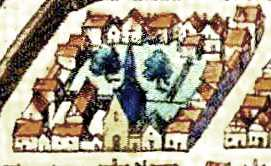
Heilbronn 1617 kolorierter Kupferstich aus Civitates Orbis terrarum, Ausschnitt mit Nikolaikirche und Kirchhöfle

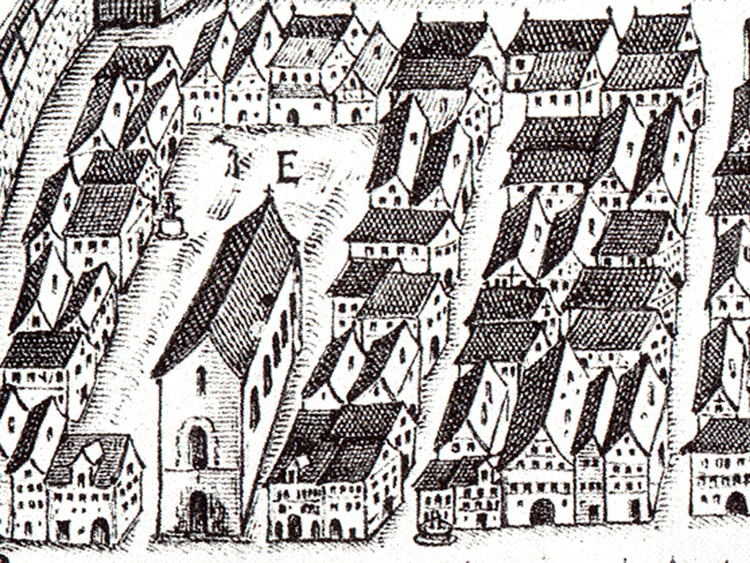
Nikolaikirche, links Karmeliter-Konventshaus, 1658 Stadtansicht von Johann Sigmund Schlehenried

### Ursprünge
Die Nikolaikirche wurde in einer 1885 verschollenen Ablass-Urkunde des Würzburger Bischofs Albert von 1351 erstmals als Kapelle St. Niklaus erwähnt. Ihr Stifter und der Grund für die Platzwahl im Norden der mittelalterlichen Stadt, nahe dem Sülmer Tor, sind unbekannt. Möglicherweise diente die Kirche – nach der Auflassung des Dorfes Altböckingen – den 1333 nach Heilbronn zugezogenen Altböckingern als Gotteshaus. Ebenso unbekannt ist, warum die Kirche dem Heiligen Nikolaus geweiht ist. Die Kirchenpflege übernahm eine St.- Jakobs-Brüderschaft, die dafür von Stiftern rund sechs Morgen Land als Pfründe bekam. Ab dem 9. Mai 1383 übernahm der Rat der inzwischen zur Reichsstadt erhobenen Stadt Heilbronn die Bestellung eines städtischen Priesters in St. Niklaus, indem sie ihn mit großzügigen weiteren Pfründen in Form von zwölf Morgen Weinbergen und Äckern ausstattete.

### Reformation und Kinderkirche
Zur Zeit der Reformation wirkte ein protestantischer Prediger namens Meister Hans in der Kirche, der sich 1524 für die Abnahme und Verbrennung der von ihm als ketzerisch bezeichneten Marienfigur des Heilbronner Karmeliterklosters aussprach, noch im Januar 1525 die Erlaubnis zur Predigt des Evangeliums durch den Rat der Stadt erhielt, im aufkeimenden Bauernkrieg jedoch der Stadt verwiesen wurde.
Am 23. Februar 1529 beschloss der Rat, Güter und Einnahmen von St. Niklaus dem städtischen Katharinenspital zu überstellen, dessen Kloster im Bauernkrieg zerstört worden war. Da das Kloster jedoch nicht wieder errichtet wurde, fanden in St. Niklaus vorläufig weiterhin Predigten statt, bis zum Tode von Johann Lachmann 1538/39 vermutlich durch dessen zweiten Prediger in der Kilianskirche, Menrad Molter. St. Niklaus diente als Filialkirche der Kilianskirche anschließend rund 90 Jahre als Kinderkirche. Der Kindergottesdienst fand freitags und sonntags statt. An die Zeit als Kinderkirche soll das Weihnachtsfenster erinnern. Es ist eine Stiftung und wurde neben dem Aufgang zur Kanzel in der Südwand für die Kinder angebracht, die während der Sonntagsgottesdienste in der ersten Reihe saßen. Eine Auskunft des Rates zu Heilbronn aus dem Jahr 1530 an Kaiser Karl V. beschreibt den Kindergottesdienst in der Heilbronner Nikolaikirche.
Die Nikolaikirche war auch bekannt als historischer Versammlungsraum für die Convente der Protestantischen Union (1619, 1620 und 1621).

### Zeughaus ab 1622
Im Dreißigjährigen Krieg schaffte die Stadt Heilbronn nach der Schlacht bei Wimpfen (Mai 1622) große Mengen an Munition an, für die Lagerraum benötigt wurde. Der Rat der Stadt beschloss am 22. Juli 1622, die Kirche stillzulegen und das Gebäude als Zeughaus zu nutzen. Die Kinderkirche wurde in die nahe Hafenmarktkirche verlegt. 1635 sollen täglich 1000 Kanonenkugeln St. Niklaus gegossen worden sein. Am 7. Oktober 1635 vermerkte das Ratsprotokoll erstmals die Bezeichnung St. Nikolai, seitdem wird das Gebäude Nikolaikirche genannt, diente aber zunächst weitere 70 Jahre als Zeughaus.

### Kirche 1706–1805
1688 wurde die nahe Hafenmarktkirche durch französische Truppen zerstört. Ein reichsweites Spenden-Patent von Kaiser Leopold I. erbrachte bis 1703 lediglich die Mittel zur teilweisen Wiedererrichtung des Turmes, so dass die Bevölkerung 1706 vorschlug, die Nikolaikirche zu renovieren. Am 21. September 1706 wurde die Kirche nach der Renovierung wieder geweiht. 1742 wurde am östlichen Ende des Kirchenschiffs ein Glockentürmchen mit einer Glocke aufgesetzt.
Als 1802 württembergische Truppen in Heilbronn einzogen und in den Schulen Quartier bezogen, musste der Schulbetrieb u. a. in die Nikolaikirche ausweichen. 1804 zogen die Schüler wieder aus der Kirche aus, doch bereits 1805 besetzten französische Truppen die Stadt und beschlagnahmten die Kirchen. Die Kilianskirche wurde 1805 Gefangenenlager, die Nikolaikirche Lazarett, das benachbarte Kirchhöfle Exerzierplatz.

### Säkulare Nutzung 1806–1851
Während die Kilianskirche 1806 wiederhergestellt wurde, blieb die Nikolaikirche zunächst Lazarett. Das Oberamt stellte im Oktober 1806 fest, dass die Kirche städtisches Eigentum sei und als solches im Dienst des Landes stehe. Im Oktober 1807 wurde das Gebäude der Nikolaikirche vom württembergischen Staat beschlagnahmt und dort ein Waffen-Arsenal eingerichtet. Um 1813 war die Kirche abermals Lazarett. 1820 kam das Gebäude an die Stadt zurück, die es als Holzlager nutzte und als Gewerbefläche an einen Seiler, einen Kaufmann und einen Instrumentenbauer vermietete. 1844 wurde die um 1805 ausgebaute und seitdem im Heilbronner Gymnasium gelagerte alte Kirchenorgel verkauft. Ab Februar 1849 fand das Gebäude als Turnhalle und Kundgebungssaal Verwendung. In der Kirchengemeinde begann man, Geld für eine Renovierung der Nikolaikirche und deren Wiedernutzung als Gotteshaus zu sammeln.

### Kirche seit 1851
Am zweiten Adventssonntag, dem 7. Dezember 1851, wurde das Bauwerk nach gründlicher Renovierung durch Stadtbaumeister Louis de Millas endgültig wieder als Kirche geweiht. Von Mai 1899 bis März 1900 wurde die Kirche durch die Architekten Johannes Vollmer und Heinrich Jassoy modernisiert und konnte am 25. März 1900 erneut geweiht werden. Zu den Kirchengemeinderäten zählte zu Beginn des 20. Jahrhunderts der Heilbronner Oberbürgermeister Paul Göbel, der am 5. Mai 1921 zur Einsetzung des Stadtpfarrers Hermann Kull (als Nachfolger des Pfarrers Paul Hinderer) eingeladen und auch erschienen war und zusammen mit anderen geladenen Gästen vor dem Altar Platz genommen hatte. Wenige Minuten vor dem Festgottesdienst sank er jedoch auf seinem Stuhl zusammen und verstarb. Hans Seytter renovierte 1932 abermals die Kirche, die am 5. Dezember 1932 geweiht werden konnte. Die Kosten hatten 17.745 Reichsmark betragen.

### Zerstörung 1944 und Wiederaufbau
Die Nikolaikirche wurde beim Luftangriff auf Heilbronn am 4. Dezember 1944 schwer beschädigt. Die Umfassungswände standen noch und konnten für den Wiederaufbau verwendet werden, während zwei Strebepfeiler des Ostchores durch Bombentreffer vollständig vernichtet wurden. Das Kreuzgewölbe im Chor und das Tonnengewölbe im Kirchenschiff waren herabgebrochen. Das eiserne Dachstühlchen des Dachreiters mit den drei Glocken haben den Angriff unbeschadet überdauert. Hannes Mayer entwarf 1949 Wiederaufbaupläne, die im November desselben Jahres sowohl dem Denkmalamt als auch dem Oberkirchenrat in Stuttgart zur Genehmigung vorgelegt wurden. Bei der Planung zum Wiederaufbau war zuerst vorgesehen, den zerstörten Chor durch ein kleineres Provisorium zu ersetzen. Doch dann entschloss man sich dazu, den Chor in seiner ursprünglichen Größe wiederherzustellen. Die Bauarbeiten begannen am 2. Mai 1950. Sobald das Dach über dem Kirchenschiff errichtet worden war, fand am 21. Juli 1950 das zweite Richtfest in der 600 Jahre alten Geschichte der Nikolaikirche statt. Am 2. April wurde statt des früheren Kreuzes ein Turmhahn auf dem Dachreiter des Kirchenschiffes angebracht. Am 27. Mai 1951 wurde das Gotteshaus durch Landesbischof Martin Haug und Kultusminister Gotthilf Schenkel eingeweiht.

## Architektur und Einrichtung

### Bau der Kapelle 1340–1350

#### Außenarchitektur
Als Beginn der Bauzeit der einschiffigen, im frühgotischen Stil errichteten Kapelle St. Niklaus mit Ostchor gilt die Zeit von 1340 bis 1350. Sie war niedriger als der heutige Kirchenbau. Ein Ablassbrief von 1351 förderte den Bau und die Ausstattung (Kelch, Bücher und Schmuck) der Kirche.

#### Altäre
Die Kirche wurde dem Heiligen Nikolaus geweiht. Im Chor befand sich in der Mitte der Hauptaltar, flankiert an der einen Seite vom städtischen Dreifaltigkeitsaltar, auf der anderen vom Altar des Kirchenheiligen. An den Seitenwänden der Kirchenschiffe befanden sich der im Jahre 1363 geweihte Katharinenaltar und der 1378 gestiftete Jakobsaltar.

### Umbau zur Kirche 1479

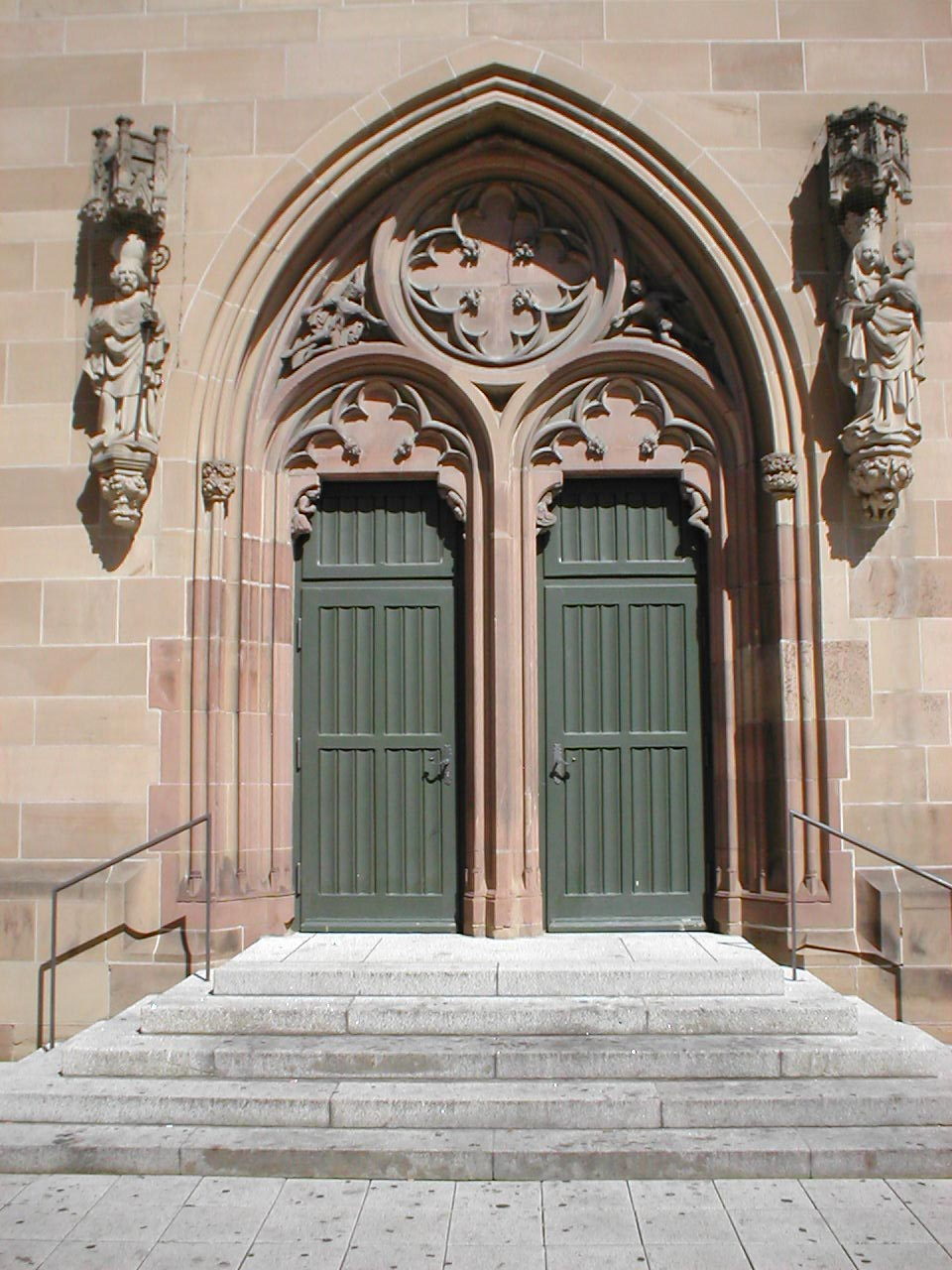
Westportal der Nikolaikirche

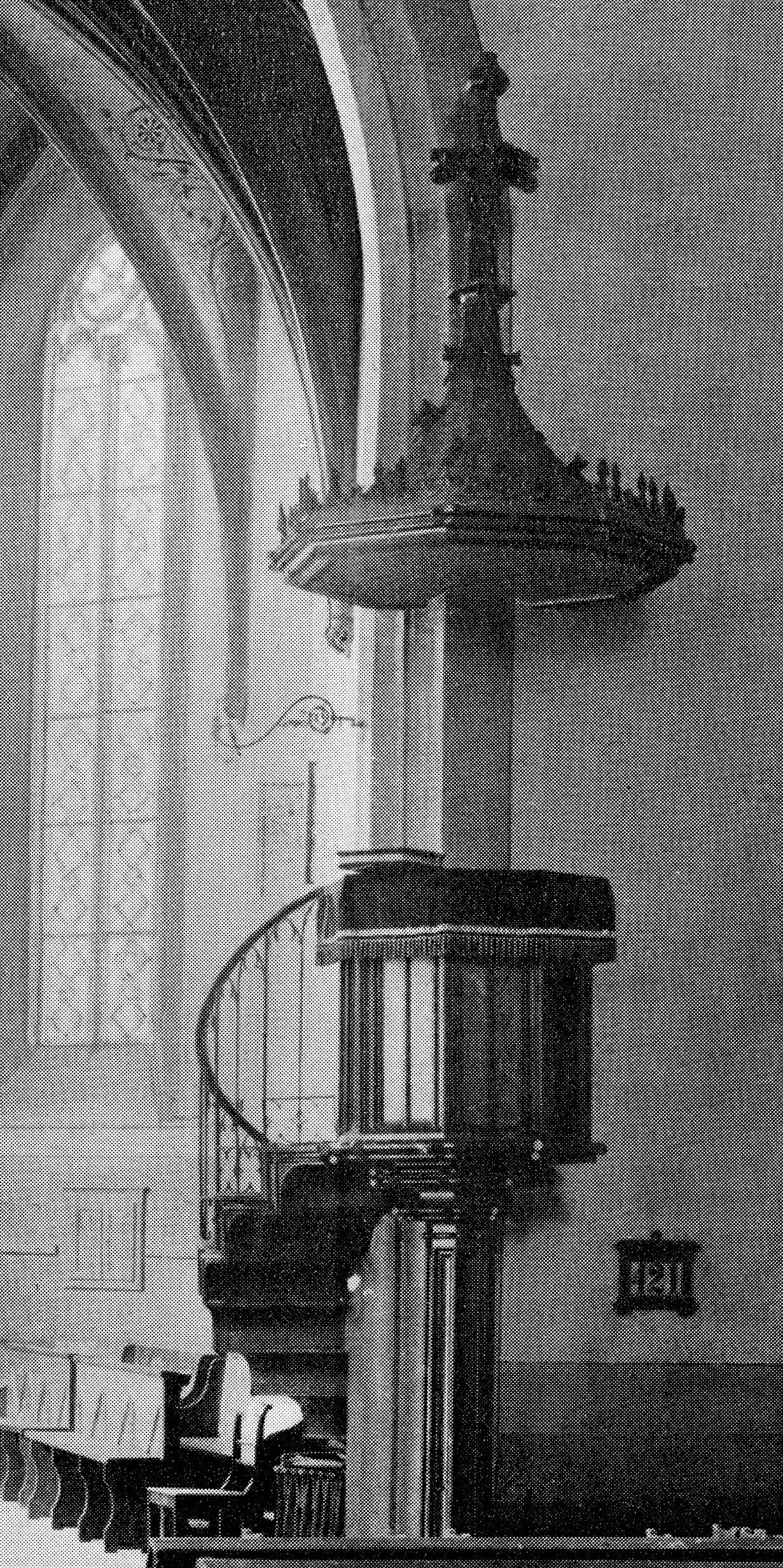
Kanzel

Im 15. Jahrhundert erfolgte die Umwandlung der Kapelle zu einer Kirche; so ist für das Jahr 1497 ein Umbau der Kirche belegt. Der Sakralbau hat keinen Turm.
Der Dachreiter aus dem Jahr 1543 erhielt 1742 ein Glockentürmchen und eine Schlaguhr und 1951 einen von Wilhelm Klagholz in Kupfer gestalteten Wetterhahn.
In dem von mächtigen abgetreppten Pfeilern gestützten Chor befinden sich sechs hohe, sehr schlanke Maßwerkfenster. Über dem Westportal ist ein großes breites Maßwerkfenster in die Fassade eingesetzt. In den Längsseiten des Schiffes befinden sich beiderseits an der Sülmerstraße zwei spitzbogige, aber kleinere Portale und weitere gotische Maßwerkfenster. An die Nordseite ist zwischen den beiden ersten Pfeilern des Chors ein Treppentürmchen angebaut. Südlich ist dem Chor die Sakristei angefügt. Unter den Fenstern ist um das Bauwerk ein kräftiges Gesims gezogen. Unterhalb des Gesimses, an der Südwestecke der Fassade, befindet sich eine Figur, der „Simsakräbbslr“ (Simsenkrebsler).

#### Statuen
Das doppeltürige Hauptportal der Kirche befindet sich in der Giebelseite im Westen zur Sülmerstraße hin und ist von zwei auf Konsolen stehenden Statuen flankiert: links ein Bischof (vermutlich der zum Zeitpunkt des Umbaus zur Kirche im 15. Jahrhundert amtierende Bischof von Würzburg Georg Antworter), rechts Maria mit Jesus-Kind. Beide Figuren wurden 1971 durch Kopien ersetzt. Die Originalfiguren stehen hinter dem Altar an der Chorwand; die Kopien, die zum Weihnachtsfest 1971 aufgestellt wurden, schuf Bildhauer Herold aus Gundelsheim nach den verwitterten Originalfiguren und einer fotografischen Vorlage neu.

#### Altäre
Die Kirche erhielt weitere Seitenaltäre, so die der Heiligen Hyppolitus, Medardus, Ulrich, Barbara und Apollonia, die am 20. Oktober 1495 von Georg Antworter geweiht wurden. Die zahlreichen Altäre der Heiligenverehrung sind mit der Reformation untergegangen.
In der Zeughaus-Periode (ab 22. Juli 1622) wurden Taufstein, Orgel, Glocken und der Dachreiter beseitigt.

### Ab 1851

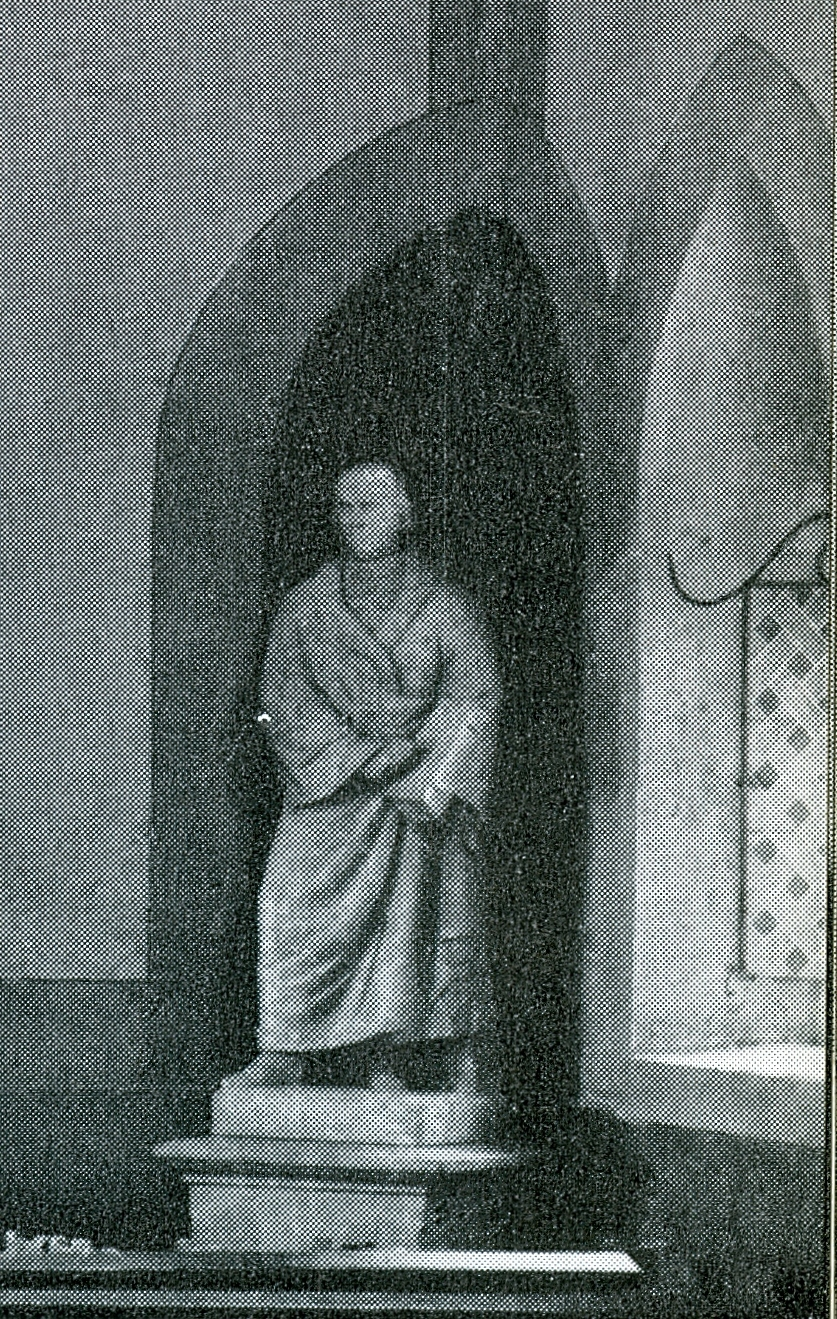
Lutherfigur links vom späteren Weihnachtsfenster an der Südwand neben der Kanzel

Am zweiten Adventssonntag, dem 7. Dezember 1851, wurde das Bauwerk nach gründlicher Renovierung durch Stadtbaumeister Louis de Millas endgültig wieder als Kirche geweiht. 1852 wurde eine von dem Orgelbauer Johann Heinrich Schäfer aus Heilbronn gebaute Kirchenorgel angeschafft. Im Jahre 1855 wurde eine Gasbeleuchtung installiert und in der Kirche ein Bretterboden verlegt. Im Oktober 1867 ließ der Papierfabrikant Schaeuffelen auf eigene Kosten eine Heizung installieren. Um 1889 wurde die Kirche mit einem hölzernen Tonnengewölbe neu eingewölbt.

#### Lutherfigur
Im Jahre 1855 erhielt die Kirche eine Luther-Statue, die sich in dreiviertel Lebensgröße rechts von der Kanzel und bei dem späteren Weihnachtsfenster an der Südwand befand. Die Figur war „bezüglich ihres künstlerischen Wertes umstritten“: Prof. Hans Seytter beschrieb am 16. Juni 1932 die Luther-Statue als „eine Dilettantenarbeit“. Der Stadtpfarrer Walter Remppis schrieb der Figur „unreformatorische“ Gesichtszüge zu; das Gesicht erinnere eher an den Liederdichter Gerok als an Martin Luther. Bei der Restaurierung unter Jassoy und Vollmer wurde sie im Chor aufgestellt, aber bei der Restaurierung unter Seytter entfernt.

#### Gemälde

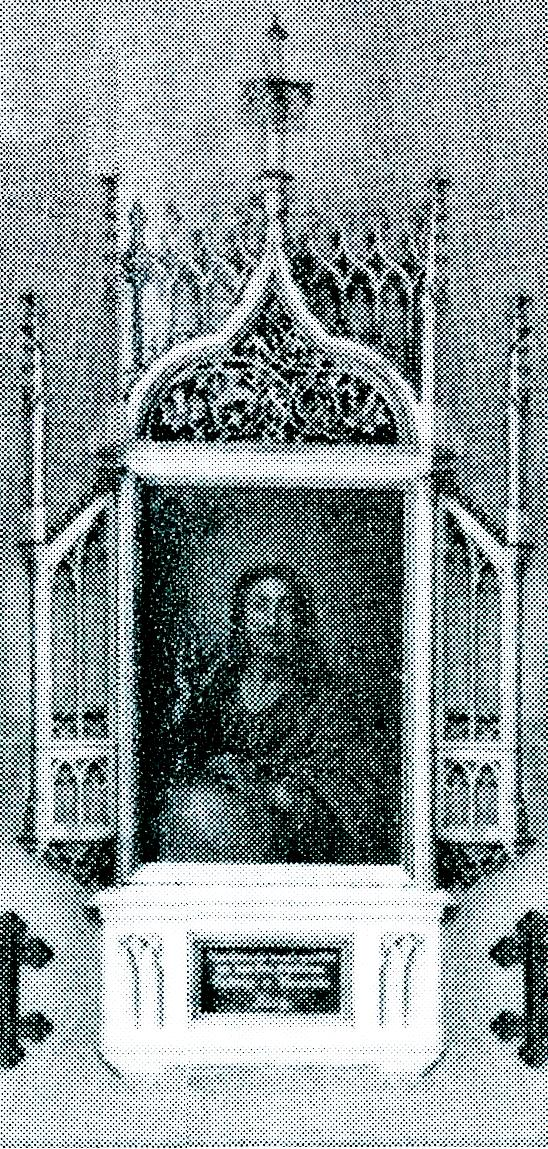
Gemälde Christus Salvator, 1879

Der Sakralbau wurde mit Ölgemälden ausgestattet. So stifteten im Jahre 1854 die Erben der Jungfer Friederike Schaumenkessel das Ölgemälde Christus mit der Dornenkrone von Emil Orth. 1855 schaffte Dekan Koch aus Erträgen der Bibelstundenopfer eine Kopie des Lutherbildes von Lukas Cranach an. Im Jahre 1855 wurden zwei große Christusbilder beschafft. Das Christusbild im Chor schuf der Stuttgarter Wilhelm Pilgram und stiftete es der Nikolaikirche. Es zeigte Christus sein Kreuz schleppend. Ein viertes Gemälde stifteten 1879 die Eheleute Ludwig und Heinrike Jörg, es befand sich links vom Chorbogen und zeigte Christus Salvator.

#### Glocken
Die alte Glocke war 1808 in die Hafenmarktkirche verbracht worden und trug die Aufschrift „Gegossen von Johannes und Stefan Arnolt anno 1691. David Feyerabend, J.M. Glandorf und J.G. Pfitzer“. Daher stellte am 9. Oktober 1851 Dekan Heyd im Stiftungsrat die Bitte, die Glocke aus dem Dachreiter der Kilianskirche zu verwenden. Dieser Dachreiter befand sich zwischen den beiden Chortürmen der
Kilianskirche und dessen Glocke wurde seit Jahren nicht mehr benutzt, weil sie zum Gesamtgeläut der Kirche nicht mehr passte. Der Stiftungsrat überließ darauf die Glocke der Nikolaikirche. Nachdem sich Spender für eine größere Glocke gefunden hatten, goss der Glockengießer Bachert in Neckarsulm am 19. Juni 1861 eine neue Glocke für die Nikolaikirche; die kleine Glocke wurde auf den Götzenturm gebracht. 1889 wurde das Glockenspiel von der Heilbronner Glockengießerei K. Kiesel auf drei Glocken erweitert. Diese Glocken haben beide Weltkriege überdauert, da der enge Turm und die komplizierte Aufhängung der Glocken eine Demontage des Dachstuhls erforderlich gemacht hätten, um die Glocken zum Einschmelzen zu entfernen. Bei den Glocken handelt es sich, von unten nach oben, um eine F-Glocke (700 kg), eine As-Glocke (425 kg) sowie eine C-Glocke (200 kg). Jede der Glocken trägt als Inschrift einen Teil der Weihnachtsbotschaft: „Ehre sei Gott in der Höhe“, „Und Friede auf Erde“ sowie „Und den Menschen ein Wohlgefallen“. Das Geläut der Glocken ist täglich um 19:15 Uhr auch als Erinnerung an die Opfer des Luftangriffs vom 4. Dezember 1944 zu hören.

### Ab 1900 (J.Vollmer u. H.Jassoy)

#### Außenarchitektur
Von Mai 1899 bis März 1900 wurde die Kirche durch die Architekten Johannes Vollmer und Heinrich Jassoy umgebaut, was 57.550 Mark kostete. Auf der Nordseite wurde ein Treppentürmchen erbaut, um über den Chor in den Läuteraum zu kommen. Der baufällige Dachreiter wurde durch ein aus Eisen konstruiertes Glockentürmchen ersetzt, das die drei Glocken und ein Schlagwerk mit zwei Zifferblättern aufnehmen sollte. Die am Giebel befindlichen Uhrentafeln wurden entfernt und durch zwei kleine Fenster ersetzt. Auf der Südseite des Chors wurde die zu klein gewordene Sakristei vergrößert. Auf der Westseite wurde der Giebel ausgebaut und anstelle der seit 1808 überflüssig gewordenen Uhrentafeln zwei kleine Fenster eingesetzt. Schließlich wurde am 14. März 1900 das Fenster an der oberen Südseite zu einer Tür erweitert und ausgebaut.

#### Innenarchitektur
Im Innern wurde die seitliche Empore entfernt. Das Tonnengewölbe mit seinen Durchzugsbalken bekam einen kräftigen rotbraunen Anstrich, die Wände wurden mit einem matten Weiß angemalt. Zwischen dem Tonnengewölbe und den Wänden wurde hoch oben ein breiter Fries mit reichen Ornamenten angebracht. Ein Freskogemälde wurde über dem Chorbogen geschaffen: „Christus und vor ihm die klugen und törichten Frauen“. Die gesamte Kirche wurde mit auf die Wand gemalten Bibelsprüchen und Liedzeilen geschmückt:
- „Ich bin der Weg, die Wahrheit und das Leben“
- „Der gute Hirte lässet sein Leben für die Schafe“
- „Ich bin dazu geboren und in die Welt gekommen, daß ich für die Wahrheit zeugen soll“
- „Ich bin der Weinstock, ihr seid die Reben“
- „Ich bin das Brot des Lebens, wer zu mir kommt, der wird nicht hungern“
- „Ein neu Gebot gebe ich euch, daß ihr euch untereinander liebet, wie ich euch geliebet habe“

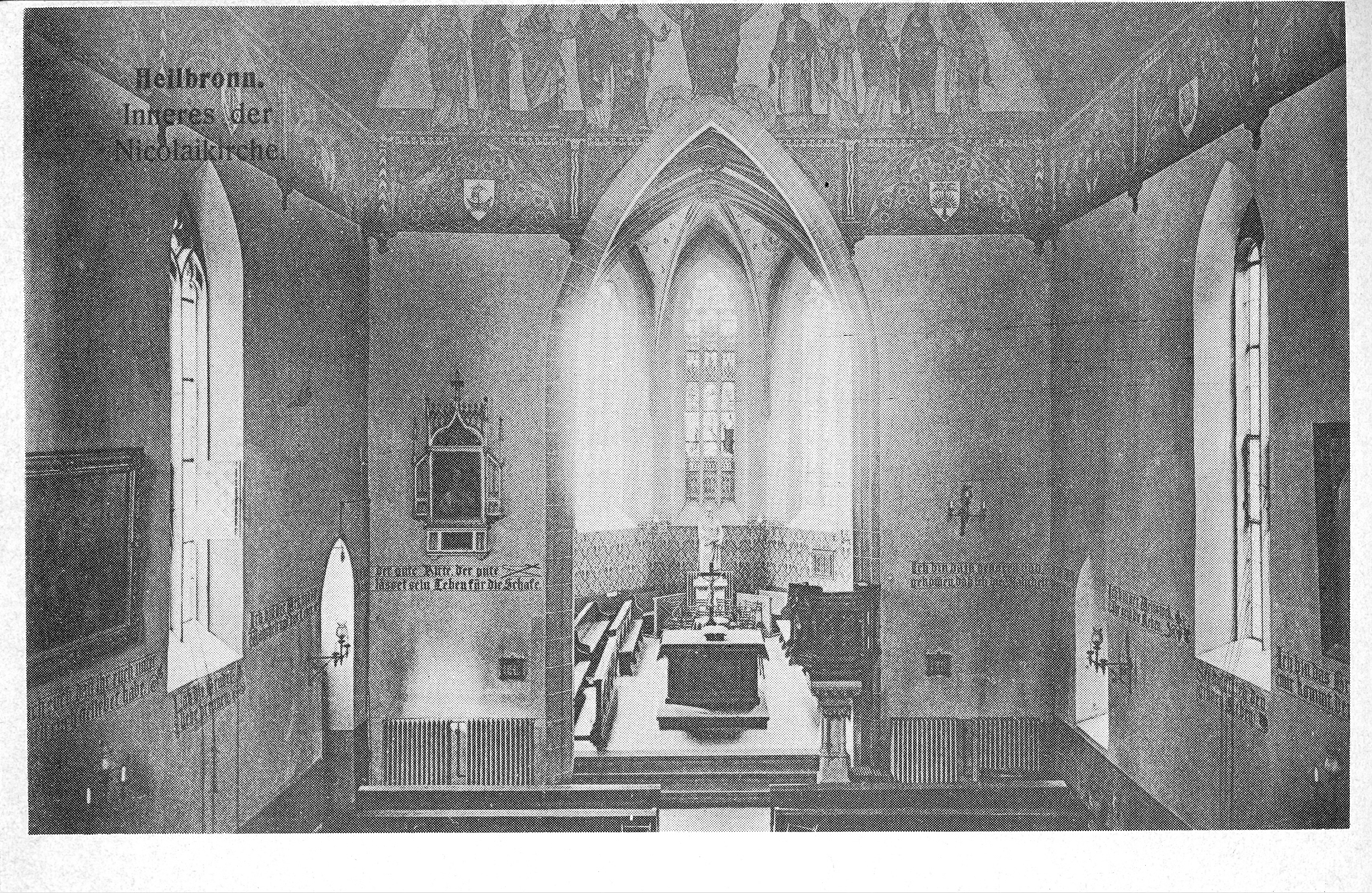
Das Kircheninnere nach der Restaurierung um 1900 mit Fresko über dem Chorbogen: In der Mitte Christus, rechts von ihm die „törichten Frauen“ und links von ihm die „klugen Frauen“

- „Fahre fort, fahre fort“[36]
- „Sei du gleich den grünen Reben“[36]
- „Laß die Bruderliebe brennen“[36]

### Ab 1932 (H.Seytter)

#### Beseitigung der historistischen Dekoration
Prof. Hans Seytter kritisierte am 16. Juni 1932 die Brüstung der Westempore, die seiner Meinung nach mit „ihren bizarren, neugotischen Formen … der einzige laute Mißklang in dem sonst einheitlichen Innenraum“ sei. Auch die Kanzel hielt er für „in der Form schlecht und viel zu hoch gestellt“. Bei der Restaurierung unter Seytter im Jahre 1932 wurde die gesamte historistische Dekoration der Nikolaikirche entfernt.

#### Fresken von Walter Kohler
Vom Kunstmaler Walter Kohler aus Degerloch wurden Fresken mit den Themen Verkündigung und Auferstehung aufgemalt:
Das auf der rechten Seite des Chorbogens befindliche Fresko befasste sich mit der Verkündigung. Im Fresko wurden unten drei nach oben blickende Hirten dargestellt, während oben ein zur Höhe zeigender Engel aufgemalt war. Der Engel sollte die Weihnachtsbotschaft verkünden: „Fürchtet euch nicht. Siehe, ich verkündige euch große Freude, die allem Volk widerfahren wird, denn euch ist heute der Heiland geboren“.(Luk.2,10-11) Dazwischen zeigte das Fresko eine Anzahl Schafe auf den Feldern bei Betlehem, die als isolierte aber gebundene Einzelgruppe dargestellt wurde.
Das auf der linken Seite befindliche Fresko versinnbildlichte die Auferstehung. Es zeigte unten drei klagende Frauen und in der Mitte am Stein des leeren Jesus-Grabes am Ostermorgen den Engel, der zum auferstandenen oben schwebenden Christus wies. Über dem Scheitel des Bogens waren noch einige Engel verstreut, die „auf eine sehr sinnfällige Weise Gesamtvorwurf und Gesamtgestaltung des Bildes“ vereinigten und sagten:„Was suchet ihr den Lebendigen bei den Toten? Er ist nicht hier, er ist auferstanden.“ (Luk.24, 1–6) Der Hintergrund war in Grau-Braun gehalten. Die Farben der Figuren waren zart getönt. Die Laibung des Bogens war in Grün-Rot ausgeführt. Dem Gemälde wurde ein „unaufdringlich frommer etwas ländlich empfindsamer Charakter“ zugesprochen. Der gesamte historische Kirchenschmuck wurde bei dem Luftangriff am 4. Dezember 1944 zerstört.

### Ab 1951 (H. Mayer)

#### Wiederaufbau – Bewertung von Joachim Hennze und Gerhard Langmaack
Die Nikolaikirche wurde nach Plänen von Hannes Mayer wiederaufgebaut. Architektur- und Kunsthistoriker haben sich mit dem Wiederaufbau befasst:
So wurde laut Joachim J. Hennze der Innenraum in einer „zeitlos-zurückhaltenden und handwerklich-gediegenen Formensprache“ gehalten. Das Gotteshaus dokumentiere „in einer selten überlieferten Weise die frühe Form des Wiederaufbaus kriegszerstörter Kirchen in Württemberg“.
Der Kirchenbaumeister und Kunsthistoriker Gerhard Langmaack beschrieb in Kirchenbau Heute. Grundlagen zum Wiederaufbau und Neuschaffen den Wiederaufbau der Nikolaikirche. Bei deren Rekonstruktion war seiner Meinung nach deren Baugeschichte und Bauweise bestimmend; Geschichte und Tradition waren für das Denkmalamt und den Oberkirchenrat in Stuttgart maßgebend.

#### Türblätter

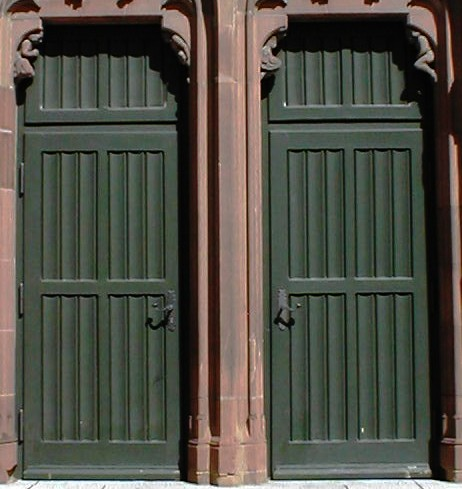
Türblätter

Hannes Mayer entwarf 1949 Kanzel, Türen, Fenster, Gewände und die Inneneinrichtung. Die Türblätter des Westportals sind ein Beispiel für die Traditionsgebundenheit im Sakralbau Württembergs um 1950. Die Formgebung orientiert sich dabei an der spätgotischen Flachschnitzerei des 15. Jahrhunderts. Nach der Meinung des Kunsthistorikers Julius Fekete sei die Holzarbeit „das Resultat der kunsthistorisch fundierten Auseinandersetzung mit der überlieferten gotischen Bausubstanz – hier dem steinernen Türgewände – der Nikolaikirche“ und könne „als mustergültig bezeichnet werden für die traditionsorientierte für die Zeit um 1950 typisch zu bezeichnende frühe Form des Wiederaufbaus evangelischer Kirchen in Württemberg“. Die Türblätter der Nikolaikirche bezeichnete er als „unverzichtbare, weil signifikante Bestandteile (Zubehör) des Kulturdenkmals“.

#### Fenster
Wolf-Dieter Kohler schuf 1959 die Chorfenster, das Fenster über der Orgel sowie das Weihnachtsfenster an der Südwand neben der Kanzel. Das Orgelfenster erzählt die Geschichte von den drei Männern im Feuerofen, die von einem Engel vor den Flammen bewahrt wurden (Dan 3 ). Dieses Thema wurde auf Wunsch von Heilbronnern gewählt, die den Luftangriff auf Heilbronn vom 4. Dezember 1944 überlebt hatten.

#### Einzelne Kunstwerke

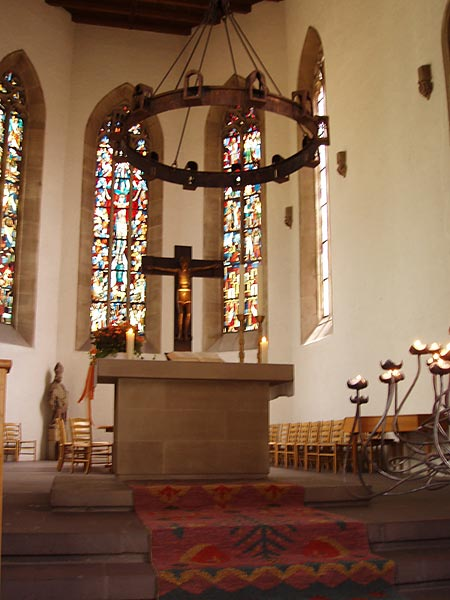
Altar-Kruzifix (G. Marcks), Radleuchter (D. Läpple) und Kerzenbaum (G. Kenngott), rechts

1953 wurde der Altar mit einem Altar-Kruzifix geschmückt, das von Walter Albert Bauer gestiftet wurde. Der norddeutsche Bildhauer Gerhard Marcks schuf das Kunstwerk. Vorbild waren Kruzifixe aus der Romanik, so das Gerokreuz in Köln. Von Charles Crodel entstanden zeitgleich Paramenten.
Seit 1964 befindet sich über dem Taufstein ein Relief des Tübinger Bildhauers Wilhelm Pfeiffer, das die „Heimkehr des verlorenen Sohnes“ zeigt.
1983 wurde über dem Altar ein von Dieter Läpple geschaffener Radleuchter angebracht. Die Form des Leuchters soll laut Siegfried Schilling auf einer „jahrhundertealten Tradition“, die mit „zeitgemäßen Möglichkeiten“ umgesetzt werde, beruhen. Der Künstler veranschauliche dabei „eine Vision, wie sie in der Bibel geschildert und von Christen aller Sprachen“ benutzt werde. Nach dem Vorbild mittelalterlicher Radleuchter symbolisiere er das Himmlische Jerusalem mit seinen zwölf Toren. In den Toren des Leuchters können Kerzen aufgestellt werden.
Der Kerzenbaum wurde 2003 von dem Heilbronner Metallgestalter Gustav Kenngott nach dem Vorbild des brennenden Dornbusches geschaffen.

## Orgel
Die am 2. September 1951 geweihte Orgel befindet sich auf der Empore an der Innenwand über dem Westportal. Sie wurde von der Orgelbauanstalt Friedrich Weigle aus Echterdingen gebaut sowie 1968 umgebaut und erweitert. Zu diesem Zeitpunkt hatte sie 33 klingende Register und 2336 Pfeifen. Ein erneuter Umbau im Jahre 1991 durch die Werkstätte für Orgelbau Konrad Mühleisen aus Leonberg ergänzte eine 64-fache elektronische Setzer-Anlage für die Register.
| I Hauptwerk C–g3 |              |       |   |
| 1.               | Quintade     | 16′   |   |
| 2.               | Prinzipal    | 8′    |   |
| 3.               | Gemshorn     | 8′    |   |
| 4.               | Oktave       | 4′    |   |
| 5.               | Gedecktflöte | 4′    | N |
| 6.               | Feldflöte    | 2′    |   |
| 7.               | Nasat        | 2 ⁄3′ | N |
| 8.               | Quartan II   |       | N |
| 9.               | Mixtur VI    | 2′    |   |
| 10.              | Trompete     | 8′    |   |

| II Schwellwerk C–g3 |             |       |   |
| 11.                 | Flöte       | 8′    |   |
| 12.                 | Salizional  | 8′    |   |
| 13.                 | Prinzipal   | 4′    |   |
| 14.                 | Nachthorn   | 4′    |   |
| 15.                 | Blockflöte  | 2′    |   |
| 16.                 | Spitzquinte | 1 ⁄3′ |   |
| 17.                 | Sifflöte    | 1′    |   |
| 18.                 | Mixtur IV–V |       |   |
| 19.                 | Dulzian     | 8′    |   |
|                     | Tremulant   |       | N |

| III Rückpositiv C–g3 |                   |    |
| 20.                  | Gedeckt           | 8′ |
| 21.                  | Rohrflöte         | 4′ |
| 22.                  | Prinzipal         | 2′ |
| 23.                  | Terzian II        |    |
| 24.                  | Scharffzimbel III |    |

| Pedal C–f1 |                         |     |
| 25.        | Subbass                 | 16′ |
| 26.        | Gedecktbass             | 8′  |
| 27.        | Oktavbass               | 8′  |
| 28.        | Choralbass (aus Nr. 27) | 4′  |
| 29.        | Flöte                   | 4′  |
| 30.        | Flöte (aus Nr. 29)      | 2′  |
| 31.        | Hintersatz IV           |     |
| 32.        | Posaune                 | 16′ |
| 33.        | Trompete (aus Nr. 32)   | 8′  |

- Koppeln:
- Spielhilfen: vier freie Kombinationen, zwei Pedalkombinationen, 64-fache elektronische Setzeranlage
- Anmerkungen:
N = Nachträglich hinzugefügt (1968)

## Rezeption
Die Heilbronner Nikolaikirche erlangte als Gesamtkunstwerk überregionale Bedeutung und erschien in zahlreichen Publikationen. Diese Publikationen machten die Rekonstruktion des Sakralbaus als herausragende Leistung überregional bekannt. So in die Evangelische Kirchenkunst der Gegenwart in Württemberg‘ (1957, Jubiläumsgabe des Vereins für christliche Kunst in der evangelischen Kirche Württembergs), die Kirchliche Kunst der Gegenwart (1954) sowie in der Zeitschrift Württemberger Land von 1954.